# Vietnam en los Juegos Olímpicos de la Juventud 2018
Vietnam compitió en los Juegos Olímpicos de la Juventud 2018 en Buenos Aires, Argentina, celebrados entre el 6 y el 18 de octubre de 2018. Obtuvo dos medallas doradas y una de plata en las justas deportivas.

## Medallero
| Medalla       | Oro | Plata | Bronce | Total |
| ------------- | --- | ----- | ------ | ----- |
| Total oficial | 2   | 1     | 0      | 3     |

## Disciplina

### Atletismo
Lê Tiến Long y Đoàn Thu Hằng clasificaron.

### Bádminton
Vietnam clasificó a dos jugadores para esta disciplina.

### Boxeo
Vietnam clasificó a una boxeadora para esta disciplina.
- Eventos femeninos - 1 plaza

### Baile deportivo
Vietnam clasificó a un bailarín en esta disciplina.
- Lê Minh Hiếu

### Gimnasia artística
Nguyễn Văn Khánh Phong y Phạm Như Phương clasificaron para competir en esta disciplina.
- Individual masculino - Nguyễn Văn Khánh Phong
- Individual femenino - Phạm Như Phương

### Natación
Nguyễn Huy Hoàng, Phạm Thành Bảo y Vũ Thị Phương Anh lograron la clasificación.

### Taekwondo
Hồ Thị Kim Ngân clasificó en esta disciplina.

### Levantamiento de pesas
Vietnam clasificó a una atleta para competir en esta disciplina.